# Europejska Nagroda Filmowa dla najlepszego operatora
Europejska Nagroda Filmowa dla najlepszego operatora (ang. European Film Award for Best Cinematographer) − nagroda przyznawana za najlepsze zdjęcia w filmie europejskim w ramach Europejskich Nagród Filmowych. Nazywana jest również Nagrodą im. Carlo Di Palmy dla najlepszego europejskiego operatora (ang. Best European Cinematographer – Prix Carlo di Palma) na cześć włoskiego nestora sztuki operatorskiej. Przyznawana jest przez członków Europejskiej Akademii Filmowej od 1989, czyli od drugiej ceremonii wręczenia tych nagród. W latach 1993–1996 nagrody nie przyznawano.
Jedynym dwukrotnym laureatem wyróżnienia jest brytyjski operator Anthony Dod Mantle (2003, 2009), nagrodzony za zdjęcia aż do czterech filmów.
Laureatami nagrody są jak dotychczas trzej polscy operatorzy: Paweł Edelman (2002), Łukasz Żal i Ryszard Lenczewski (2014). Wśród nominowanych są również polscy twórcy: Krzysztof Ptak (1989), Jacek Petrycki (1999), Bogumił Godfrejów (2003) i Adam Sikora (2011).

## Laureaci
- 1989:  Ulf Brantas i Jörgen Persson – Kobiety na dachu
- 1990:  Tonino Nardi – Otwarte drzwi
- 1991:  Walther van den Ende – Toto bohater
- 1992:  Jean-Yves Escoffier – Kochankowie na moście
- 1997:  John Seale – Angielski pacjent
- 1998:  Adrian Biddle – Chłopak rzeźnika
- 1999:  Lajos Koltai – 1900: Człowiek legenda i Kropla słońca
- 2000:  Vittorio Storaro – Goya
- 2001:  Bruno Delbonnel – Amelia
- 2002:  Paweł Edelman – Pianista
- 2003:  Anthony Dod Mantle – Dogville i 28 dni później
- 2004:  Eduardo Serra – Dziewczyna z perłą
- 2005:  Franz Lustig – Nie wracaj w te strony
- 2006:  Barry Ackroyd – Wiatr buszujący w jęczmieniu /  José Luis Alcaine – Volver
- 2007:  Frank Griebe – Pachnidło
- 2008:  Marco Onorato – Gomorra
- 2009:  Anthony Dod Mantle – Antychryst i Slumdog. Milioner z ulicy
- 2010:  Gijjora Bejach – Liban
- 2011:  Manuel Alberto Claro – Melancholia
- 2012:  Sean Bobbitt – Wstyd
- 2013:  Asaf Sudry – Wypełnić pustkę
- 2014:  Łukasz Żal i Ryszard Lenczewski – Ida
- 2015:  Martin Gschlacht – Widzę, widzę
- 2016:  Camilla Hjelm Knudsen – Pole minowe
- 2017:  Michaił Kriczman – Niemiłość
- 2018:  Martin Otterbeck – Utoya, 22 lipca
- 2019:  Robbie Ryan – Faworyta
- 2020:  Matteo Cocco – Chciałem się ukrywać
- 2021:  Crystel Fournier – Wielka wolność
- 2022:  Kate McCullough – Cicha dziewczyna
- 2023:  Rasmus Videbæk – Bękart
- 2024:  Benjamin Kracun – Substancja